# Willem Alberda van Ekenstein (1792-1869)
Willem Alberda van Ekenstein (Tjamsweer (Ekenstein), 3 mei 1792 – Groningen, 28 maart 1869) was vrederechter in Loppersum en kamerheer van de koning in buitengewone dienst.
Alberda van Ekenstein werd geboren in Huize Ekenstein, gelegen onder Tjamsweer. Hij was het jongste kind van het Eerste Kamerlid Onno Reint Alberda van Ekenstein (1752-1821) en Maria Albertina van Berchuys (1750-1819). Hij studeerde rechten aan de Groningse universiteit, waar hij in 1812 promoveerde op een proefschrift "De favore nondum natorum in jure". Hij trouwde in 1812 met Catharina de Wendt (1792-1837) met wie hij tien kinderen kreeg, onder wie jhr. mr. Willem Carel Antoon Alberda van Ekenstein. Hij vestigde zich na zijn huwelijk in Leeuwarden, waar hij controleur der directe belastingen was. Na het overlijden van zijn vader in 1821 komt hij in het bezit van Huize Ekenstein. Hij gaf in 1827 de opdracht om Ekenstein te verbouwen en hij liet de tuin opnieuw inrichten door de tuinarchitect Lucas Pieters Roodbaard in de zogenaamde Engelse landschapsstijl. Hij was onder andere houtvester, vrederechter in Loppersum, lid van Provinciale Staten van Groningen en kamerheer van de koning in buitengewone dienst. Alberda van Ekenstein behoorde tot de groep gefortuneerde Groningers. Op de lijst van 62 hoogst aangeslagenen in de directe belastingen in Groningen stond hij op de 19e plaats.
Alberda van Ekenstein overleed in 1869 op 76-jarige leeftijd in Groningen. Hij was ridder in de Orde van de Nederlandse Leeuw en commandeur in de Orde van de Eikenkroon.

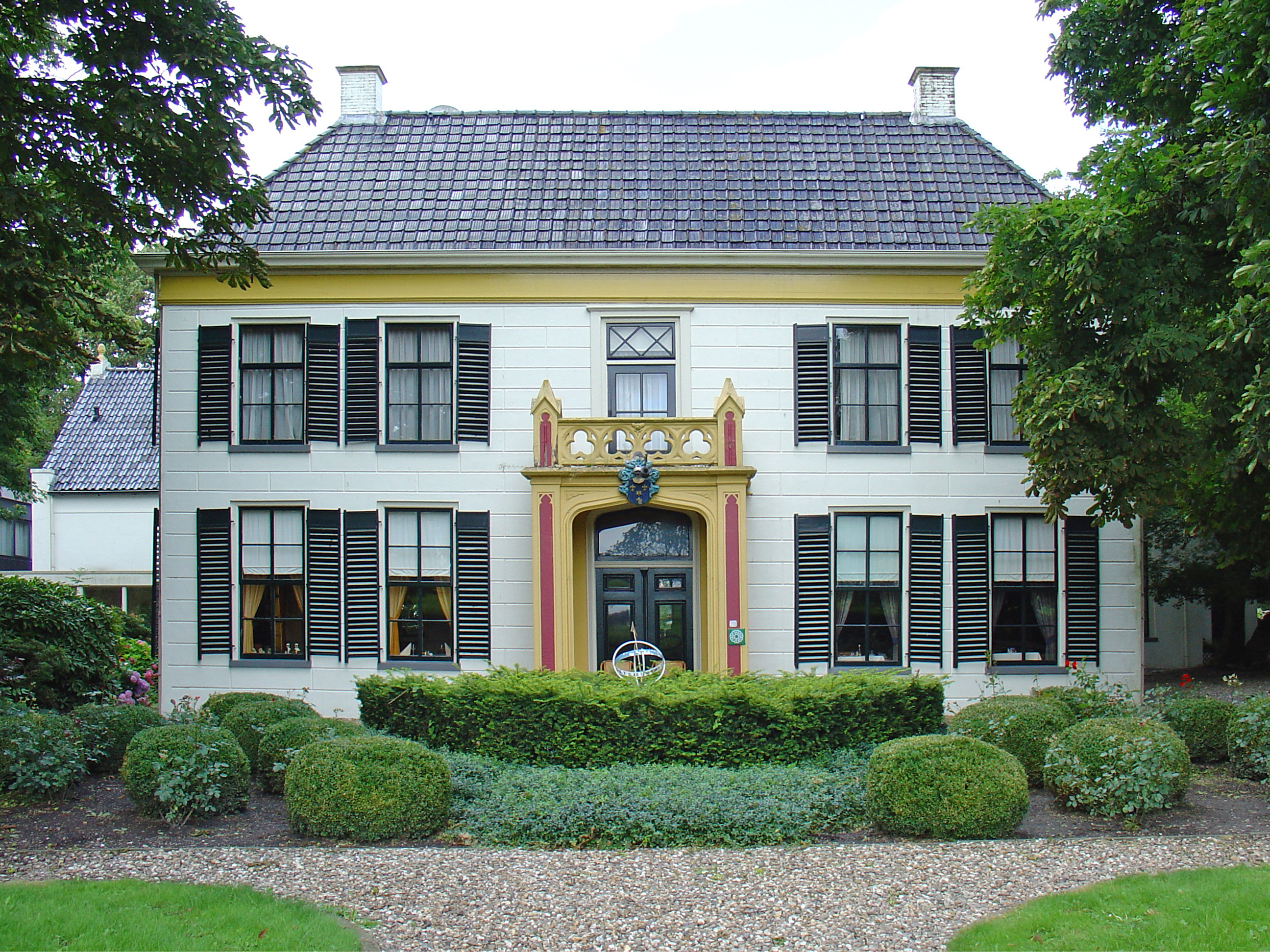
Huize Ekenstein anno 2007
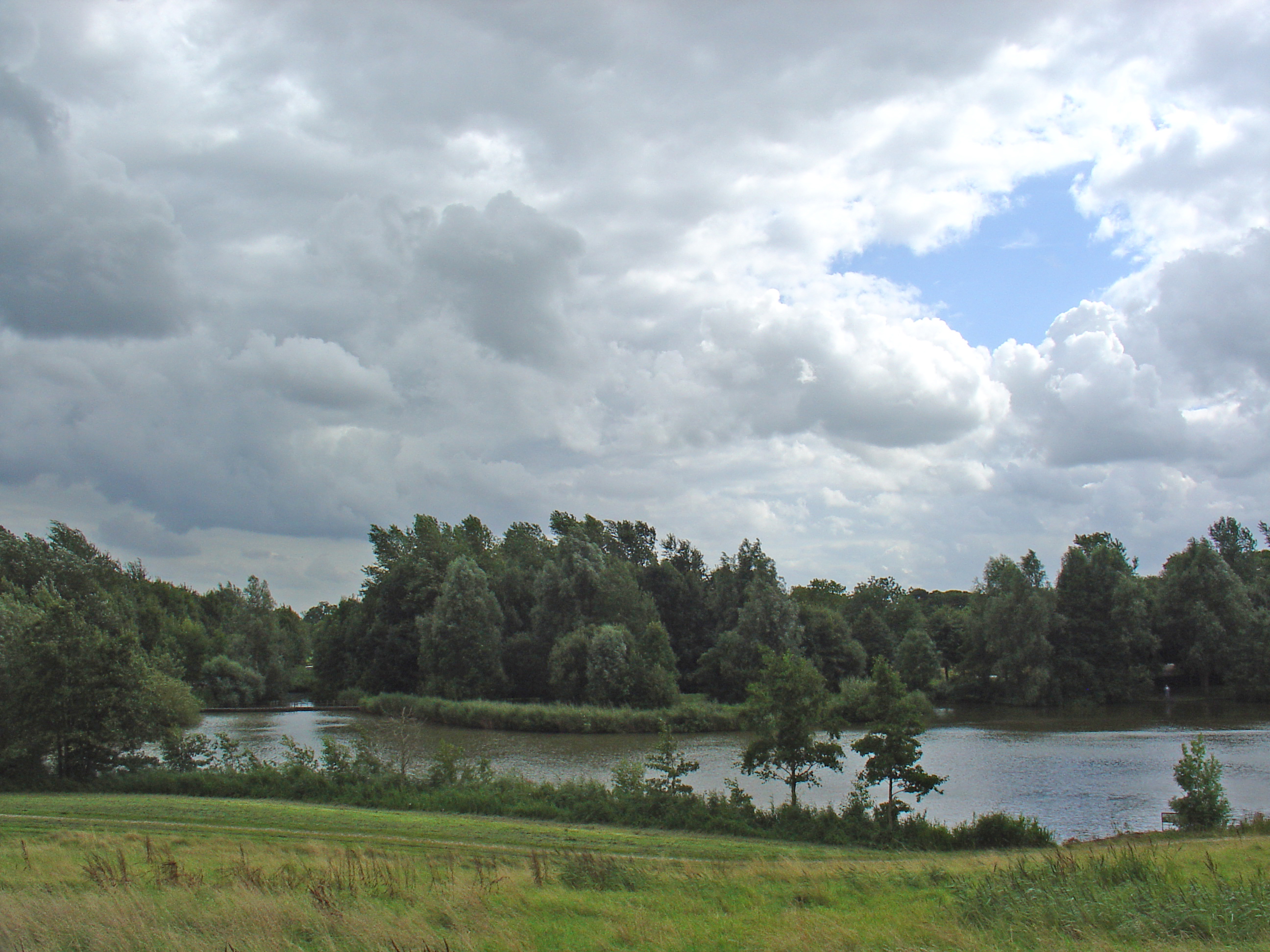
Zicht op het park van Huize Ekenstuin